# Ivo Lorscheiter

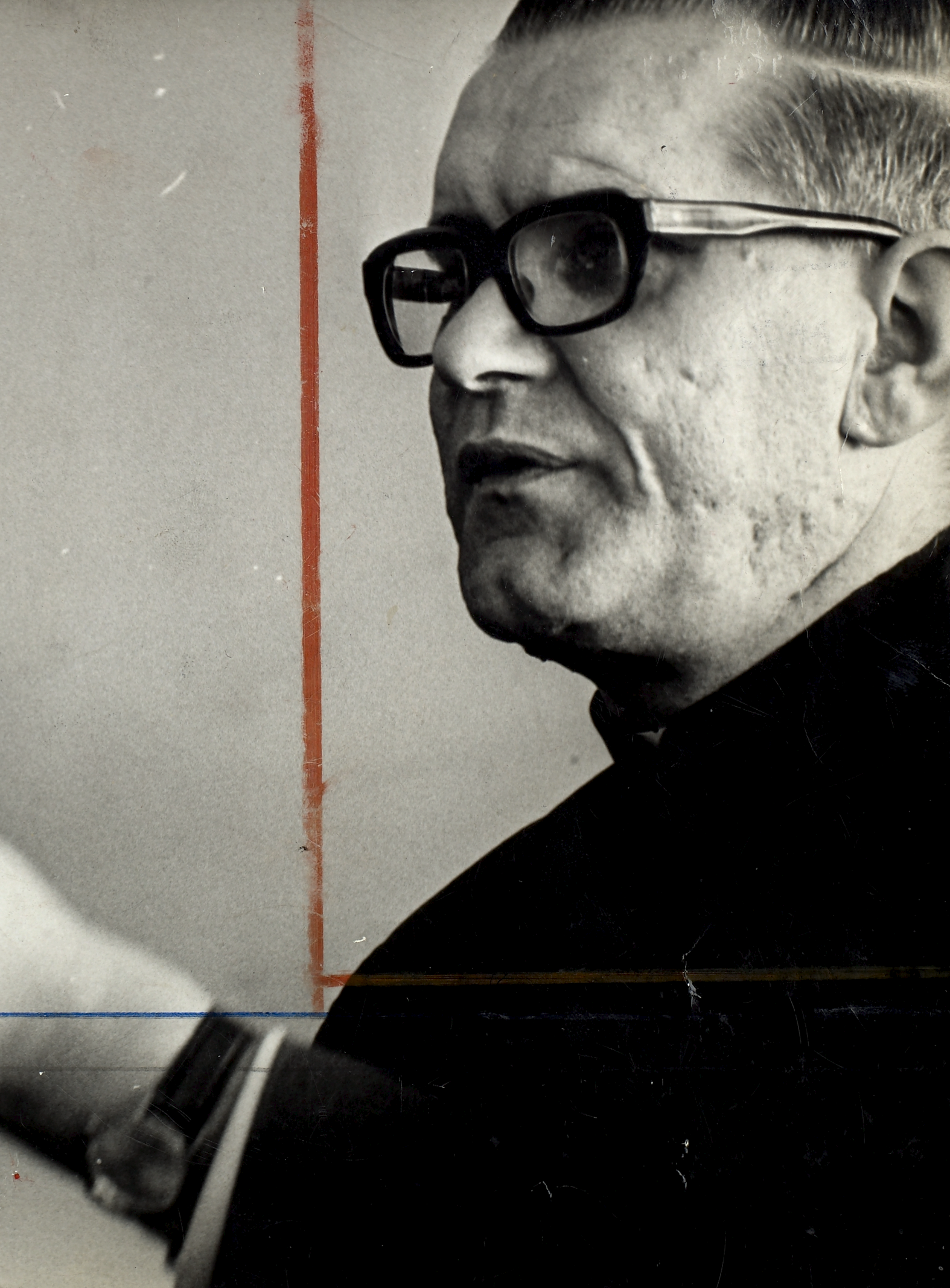
Ivo Lorscheiter in 1972

José Ivo Lorscheiter, (São José do Hortêncio, 7 december 1927 - Santa Maria (Rio Grande do Sul), 5 maart 2007) was een Braziliaans geestelijke van de Rooms-Katholieke Kerk, die vooral bekend was wegens zijn kritiek op het Braziliaanse militaire regime.
Ivo Lorscheiter was een van zeven broers. Zijn achternaam is eigenlijk Lorscheider, maar werd incorrect geregistreerd als Lorscheiter. Dit bleef de rest van zijn leven zo. 
Lorscheiter kwam uit een eenvoudige en religieuze familie van Duitse afkomst. Aloísio kardinaal Lorscheider was zijn neef. Hij zat van 1939 tot 1945 op een katholieke middelbare school en studeerde van 1946 tot 1948 filosofie in São Leopoldo. Hij studeerde theologie aan de Salesiaanse Pontificale Universiteit van 1949 tot 1953, waar hij in 1956 promoveerde. Hij werd op 20 december 1952 in Rome tot priester gewijd. Hij keerde terug naar Brazilië om les te geven in Gravataí en werd directeur van Viamão. Hij gaf ook les aan de Pontifícia Universidade Católica in Rio Grande do Sul. 
Op 12 november 1965 werd Lorscheiter benoemd tot hulpbisschop van Porto Alegre en tot titulair bisschop van Lorscheiter; zijn bisschopswijding vond plaats op 6 maart 1966. 1965 was ook het jaar dat Brazilië onder militaire dictatuur viel. Op 5 april 1974 volgde zijn benoeming tot bisschop van Santa Maria. Van 1971 tot 1979 was hij secretaris en vervolgens tot 1986 voorzitter van de Braziliaanse bisschoppenconferentie. 
Lorscheiter was betrokken bij de geheime onderhandelingen tussen de kerk en de militairen tussen 1970 en 1974. Hij kritiseerde het militaire regime openlijk. Honderden politieke tegenstanders werden gevangengenomen, gemarteld en vermoord. Hij kreeg van zijn aanhangers de bijnaam Dom Ivo. 
Tijdens de militaire dictatuur van 1964 tot 1985 kaartte Lorscheiter telkens weer de mensenrechtenschendingen aan. Hij was ook regelmatig met het Vaticaan in conflict door zijn bevrijdingstheologie, met name tot Johannes Paulus II paus werd.
Lorscheiter ging op 24 maart 2004 met emeritaat. Aan het eind van zijn leven was hij lange tijd ziek. Hij stierf op 79-jarige leeftijd na een maagoperatie.
- Gemeinsame Normdatei: 132323354
- International Standard Name Identifier: 0000 0000 1913 6734
- Virtual International Authority File: 42995790
- WorldCat: E39PBJmP9Y6pvwYm6jGxQxCvpP